# Syzygium caryophyllatum
Espèce
Synonymes
- Calyptranthes caryophyllata (L.) Pers.[1]
- Eugenia caryophyllaea Wight[1]
- Jambosa caryophyllata (L.) Bedevian[1]
- Myrtus caryophyllata L.[1]
- Syzygium caryophyllaeum Gaertn.[1]

Statut de conservation UICN

 EN B1+2c : En danger
Syzygium caryophyllatum est une espèce de plantes à fleurs de la famille des Myrtaceae. C'est un arbre originaire du Sri Lanka et du sud de l'Inde, où on le trouve dans les état du Kerala, du Karnataka et du Tamil Nadu. Le fruit est comestible.

## Publication originale
- A Hand-book to the Flora of Ceylon 6: 116. 1931.